# Palácio da Cidadela

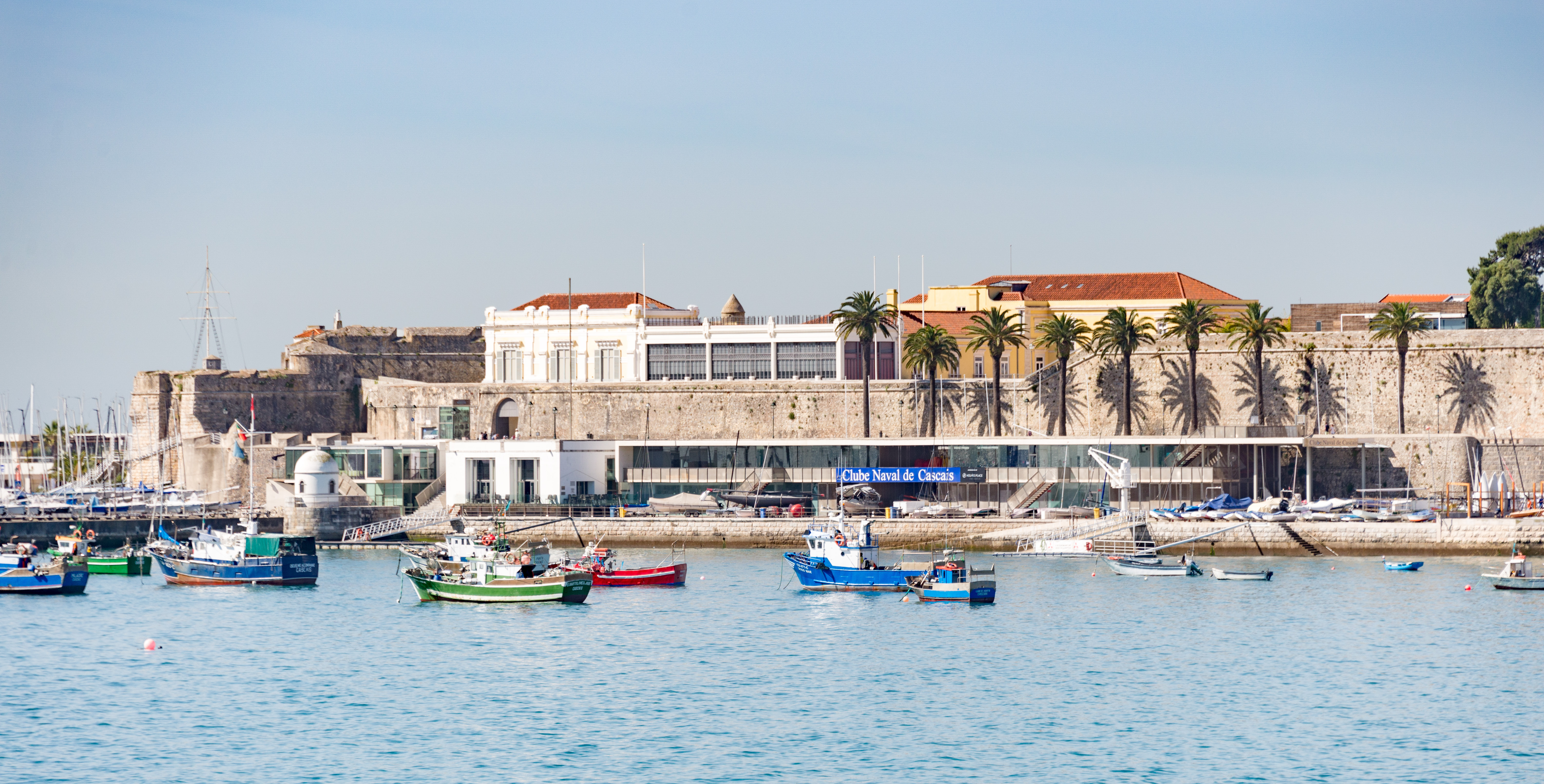
Panorama da marina e Palácio da Cidadela de Cascais.

O Palácio da Cidadela, também chamado Paço da Cidadela, situa-se na Cidadela de Cascais, na freguesia de Cascais e Estoril, município de Cascais, distrito de Lisboa, em Portugal.
A história do Palácio da Cidadela está relacionada com a dos chefes de Estado de Portugal, da Monarquia à República. Utilizado como residência de veraneio da Casa Real a partir de 1870, o Palácio da Cidadela de Cascais ficou afeto à Presidência da República após a proclamação da República em 1910. Habitado pelos reis D. Luís I e D. Carlos I, bem como por vários Presidentes da República Portuguesa de Manuel de Arriaga, que será o primeiro a utiliza-lo tendo aqui passado o inverno de 1913 para curar uma rinite alérgica a Bernardino Machado, na I República, ou durante o Estado Novo com Óscar Carmona que aí fixou residência oficial e o general Craveiro Lopes que será o último Presidente a viver na Cidadela. Depois da Revolução dos Cravos só o general Ramalho Eanes aqui passará uma breve temporada.
O Palácio da Cidadela juntamente com a Capela de Nossa Senhora da Vitória está classificado como Imóvel de Interesse Público desde 1977.

## História
Em 1870, Cascais perdera já a sua importância estratégica na defesa da costa de Lisboa, D. Luís adaptou a antiga casa do governador da Cidadela a residência de férias, libertando-a da sua função militar.
Até ao regicídio de D. Carlos (reinado: 1889-1908), a família real passava os meses de setembro e outubro em Cascais, transformando por completo o quotidiano da vila. A presença do monarca atraiu não apenas a corte, mas também figuras do meio intelectual e literário como o grupo Vencidos da Vida, do qual faziam parte, entre outros, Eça de Queiroz e Ramalho Ortigão.
Em 1882 foi construído, junto ao passeio Príncipe Real D. Luís Filipe – assim denominado desde 1896 – o primeiro marégrafo português. A partir de 1896, D. Carlos dedicou-se ao estudo dos oceanos, através de campanhas oceanográficas no iate Amélia, tendo instalado na Cidadela o primeiro laboratório de biologia marítima português.
Ao longo de várias décadas o edifício foi sofrendo uma natural degradação, até deixar de reunir as condições mínimas para a sua utilização.
Em 2004, o Museu da Presidência da República iniciou um estudo aprofundado sobre o Palácio da Cidadela de Cascais que permitiu reconstituir a sua memória histórica, na sua dimensão construtiva, artística, iconográfica e vivencial. Por iniciativa do Presidente Cavaco Silva, seguiu-se um processo de reabilitação do edifício conduzido pela Presidência da República, com verbas disponibilizadas pelo Turismo de Portugal IP e que terá custado 4,2 milhões de euros e que cinquenta anos depois de ter sido desativado, abriu ao público em 2011, pela primeira vez na história do palácio.
Os visitantes têm acesso às salas de aparato do Palácio, à Capela de Nossa Senhora da Vitória, ao antigo quarto do rei D. Luís ou à Sala Árabe, que serviu de gabinete de trabalho ao Presidente Craveiro Lopes, dando assim a conhecer um património de grande significado, pela sua história, arquitetura e localização privilegiada na baía de Cascais.